# Katheryn Curi
Katheryn Curi, coneguda també amb el nom de casada com Katheryn Mattis (Goshen, Connecticut, 29 de maig de 1974) va ser una ciclista nord-americana que fou professional del 2004 al 2012. El seu principal èxit fou el Campionat nacional en ruta de 2005.

## Palmarès
- 2005
  -  Campiona dels Estats Units en ruta
- 2008
  - 1a a la Geelong World Cup
- 2010
  - Vencedora d'una etapa a la Joe Martin Stage Race
  - Vencedora d'una etapa al Tour de l'Aude